# Cúcuta Deportivo
Corporación Nuevo Cúcuta Deportivo, często na świecie określany jako Cúcuta Deportivo lub tylko Cúcuta jest kolumbijskim klubem piłkarskim mającym siedzibę w mieście Cúcuta. Klub założony został w roku 1924, a swoje mecze rozgrywa na stadionie Estadio General Santander, którego pojemność wynosi w przybliżeniu 45 tysięcy miejsc. Stadion jest własnością miasta Cúcuta.

## Osiągnięcia

### Krajowe
- Categoría Primera A

| zwycięstwo (1):     | 2006 (F) |
| drugie miejsce (1): | 1964     |

## Historia
Klub założony został 10 września 1924. W grudniu 2006 roku sensacyjnie zostali mistrzem pierwszej ligi kolumbijskiej (Liga Postobon) pokonując w finale Deportes Tolima. Klub był wielką rewelacją Copa Libertadores 2007, gdzie pozostawił w pokonanym polu takie firmy jak Grêmio Porto Alegre, Deportivo Toluca czy Nacional Montevideo docierając aż do półfinału. W walce o finał pokonał u siebie 3:1 Boca Juniors. Do finału awansował jednak faworyzowany zespół argentyński, który wygrał u siebie z kolumbijską jedenastką 3:0.
Złote czasy zakończyły się wraz z aresztowaniem ówczesnego prezes Cúcuty – Ramiro Suáreza Corzo, który pod koniec 2007 roku trafił do więzienia za zlecenia zabójstw swoich przeciwników politycznych (Ramiro Suárez Corzo był jednocześnie burmistrzem miasta Cúcuta w latach 2004–2007 i działaczem politycznym). Klub popadł w kłopoty finansowe (z którymi zmaga się do dziś) i musiał sprzedać swoich najlepszych piłkarzy takich jak Macnelly Torres.
W 2008 roku zespół również awansował do Copa Libertadores. Klub z departamentu Norte de Santander doszedł do 1/8 finału, gdzie uległ brazylijskiemu Santosowi. Był to ostatni do dziś występ Cúcuty w międzynarodowych rozgrywkach.
Po kilku latach przeciętnych występów w lidze krajowej w 2012 roku Cúcuta zajęła przedostatnie miejsce w tabeli spadkowej, co sprawiło, iż klub musiał rozegrać baraże o utrzymanie. Udało się zwyciężyć je pokonując trzynastokrotnego mistrza Kolumbii – Amerikę de Cali w dwumeczu 5:3 (wygrana 4:1 na wyjeździe i porażka 1:2 u siebie) dzięki czemu „La Furia Motilona” pozostała w najwyższej klasie rozgrywkowej na kolejny sezon po którym zakończyła pierwszoligowe wojaże. Na kilka kolejek przed końcem sezonu Torneo Finalización 2013 degradacja piłkarzy z Estadio General Santander wydawała się być przesądzona bowiem klub w tabeli spadkowej zajmował ostatnie miejsce tracąc do premiowanego barażami, przedostatniego sześć punktów. Nagle piłkarze prowadzeni przez Julio Césara Gonzáleza dostali niesamowitego zrywu wygrywając trzy z ostatnich czterech spotkań (w tym pokonując Alianza Petrolera w derbach wschodniej Kolumbii, a także będąc lepszym od najlepszych wówczas dwóch drużyn w kraju: Atlético Nacional oraz Independiente Santa Fe) i kosztem Deportes Quindio wydźwignęli się z ostatniej lokaty drugi raz z rzędu kwalifikując się do play-offów o utrzymanie. Tam okazali się gorsi od Fortalezy przegrywając z nimi dwumeczu 1:2 (0:2 na wyjeździe i 1:0 u siebie) po ośmiu latach wracając do rozgrywek Primera B.
W styczniu 2015 roku Cúcuta Deportivo wróciła do pierwszej ligi po dodatkowych barażach o awans, które zawdzięcza decyzji krajowej federacji piłkarskiej. Ta bowiem jeszcze w 2014 roku podjęła decyzję o powiększeniu liczebności zespołów w najwyższej klasie rozgrywkowej z 18 do 20. Po roku występów w Liga Águila drużyna spadła bez walki do drugiej ligi. W sezonie 2016 na szczeblu drugiej ligi zajęła dopiero dziesiąte miejsce w tabeli i nie awansowała nawet do fazy play-off o awans. Do pierwszej ligi udało się wrócić w 2018 roku po trzech latach drugoligowej banicji. Wówczas drużyna prowadzona przez argentyńskiego trenera Lucasa Pusineriego zdominowała zaplecze ligi kolumbijskiej w kapitalnym stylu wracając na najwyższy szczebel rozgrywkowy.

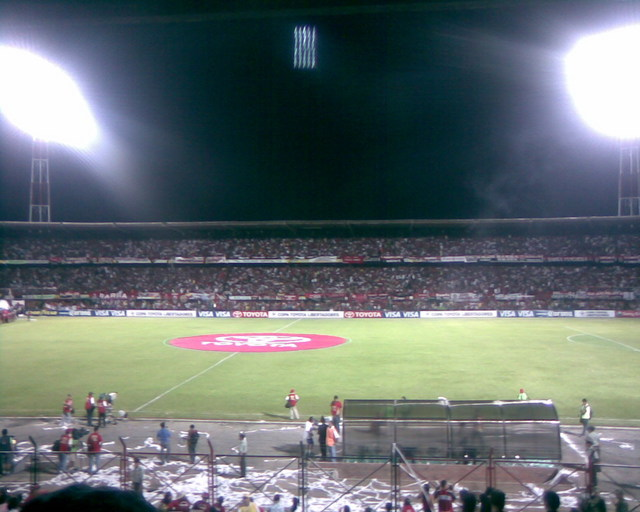
Stadion General Santander

## Aktualny skład
Stan na maj 2017
| Nr | Poz. | Piłkarz            |
| -- | ---- | ------------------ |
| 1  | BR   | Álvaro Montero     |
| 30 | BR   | Mauricio Mafla     |
| 13 | OB   | Edward Montaño     |
| 18 | OB   | Luis Núñez         |
| 8  | PO   | Erick Montaño      |
| 11 | PO   | Jeysen Núñez       |
| 14 | PO   | James Castro       |
| 19 | PO   | Juan Balanta       |
| 25 | PO   | Cristián Álvarez   |
| 7  | NA   | Erwin Carrillo     |
| 9  | NA   | Diego Echeverri    |
| 10 | NA   | Jhon Fredy Miranda |